# 楊家維
陳家維（1995年8月3日—），原名楊家維，為台灣棒球選手，曾效力於中華職棒統一7-ELEVEn獅隊，守備位置為內野手。

## 歷程

### 三級棒球與業餘
台北縣新莊市光華國小少棒隊、台北縣二重國中青少棒隊、桃園縣平鎮高中青棒隊
2013年代表中華青棒隊參加第二十六屆U18世界盃棒球賽，擔任隊長一職。賽事結束，加入桃園航空城棒球隊。

### 加入職棒
於2014年中華職棒新人選秀會中被統一7-ELEVEn獅隊第二指名，以簽約金300萬、月薪5萬5千元加盟統一7-ELEVEn獅。
2015年1月被檢查出罹患腎臟病症候群，錯過整個球季，隔年才回到賽場上。
2017年4月6日於台南棒球場對戰富邦悍將隊中在九局下接替蔡奕玄打擊，並從黃勝雄手中擊出個人職棒一軍生涯首轟，且是一支再見三分砲。

## 酒駕事件
2021年10月4日，統一獅球員楊家維休假期間，發生開車肇事，經酒測後，酒測值為1.03毫克，超過每公升0.25毫克的標準值甚多，情節重大，酒駕肇事行為已嚴重違反球隊憲章規定及職業棒球選手契約精神，統一獅進行內部懲處，宣布直接予以開除。

## 職棒生涯成績
| 2014 | 統一7-ELEVEn獅 | 1                              | 僅守備出賽                     | 僅守備出賽                     | 僅守備出賽                     | 僅守備出賽                     | 僅守備出賽                     | 僅守備出賽                     | 僅守備出賽                     | 僅守備出賽                     | 僅守備出賽                     | 僅守備出賽                     | 僅守備出賽                     | 僅守備出賽                     | 僅守備出賽                     | 僅守備出賽                     |
| 2015 | 統一7-ELEVEn獅 | 未有一軍出賽紀錄（腎病休養）   | 未有一軍出賽紀錄（腎病休養）   | 未有一軍出賽紀錄（腎病休養）   | 未有一軍出賽紀錄（腎病休養）   | 未有一軍出賽紀錄（腎病休養）   | 未有一軍出賽紀錄（腎病休養）   | 未有一軍出賽紀錄（腎病休養）   | 未有一軍出賽紀錄（腎病休養）   | 未有一軍出賽紀錄（腎病休養）   | 未有一軍出賽紀錄（腎病休養）   | 未有一軍出賽紀錄（腎病休養）   | 未有一軍出賽紀錄（腎病休養）   | 未有一軍出賽紀錄（腎病休養）   | 未有一軍出賽紀錄（腎病休養）   | 未有一軍出賽紀錄（腎病休養）   |
| 2016 | 統一7-ELEVEn獅 | 未有一軍出賽紀錄（僅二軍出賽） | 未有一軍出賽紀錄（僅二軍出賽） | 未有一軍出賽紀錄（僅二軍出賽） | 未有一軍出賽紀錄（僅二軍出賽） | 未有一軍出賽紀錄（僅二軍出賽） | 未有一軍出賽紀錄（僅二軍出賽） | 未有一軍出賽紀錄（僅二軍出賽） | 未有一軍出賽紀錄（僅二軍出賽） | 未有一軍出賽紀錄（僅二軍出賽） | 未有一軍出賽紀錄（僅二軍出賽） | 未有一軍出賽紀錄（僅二軍出賽） | 未有一軍出賽紀錄（僅二軍出賽） | 未有一軍出賽紀錄（僅二軍出賽） | 未有一軍出賽紀錄（僅二軍出賽） | 未有一軍出賽紀錄（僅二軍出賽） |
| 2017 | 統一7-ELEVEn獅 | 47                             | 84                             | 20                             | 4                              | 15                             | 1                              | 11                             | 35                             | 37                             | 1                              | 0.238                          | 0.323                          | 0.440                          |                                |                                |
| 2018 | 統一7-ELEVEn獅 | 20                             | 33                             | 7                              | 1                              | 6                              | 0                              | 6                              | 16                             | 11                             | 0                              | 0.212                          | 0.333                          | 0.333                          |                                |                                |
| 2019 | 統一7-ELEVEn獅 | 89                             | 249                            | 63                             | 5                              | 32                             | 6                              | 22                             | 62                             | 89                             | 5                              | 0.253                          | 0.307                          | 0.357                          |                                |                                |
| 2020 | 統一7-ELEVEn獅 | 12                             | 25                             | 3                              | 1                              | 2                              | 0                              | 1                              | 8                              | 8                              | 1                              | 0.120                          | 0.154                          | 0.320                          |                                |                                |
| 2021 | 統一7-ELEVEn獅 | 15                             | 20                             | 1                              | 1                              | 2                              | 0                              | 1                              | 4                              | 4                              | 2                              | 0.050                          | 0.091                          | 0.200                          |                                |                                |
| 合計 | 6年            | 184                            | 411                            | 94                             | 12                             | 57                             | 7                              | 41                             | 125                            | 149                            | 9                              | 0.229                          | 0.295                          | 0.363                          |                                |                                |

## 外部連結
- 楊家維在台灣棒球維基館上的頁面（繁體中文）
- 楊家維在中華職棒官網 （中文）和Baseball-Reference （英文）上的頁面